# Futbol'nyj Klub Rubin Kazan' 2017-2018
Questa voce raccoglie le informazioni riguardanti il Futbol'nyj Klub Rubin Kazan' nelle competizioni ufficiali della stagione 2017-2018.

## Stagione
Nella stagione 2017-2018 il FK Rubin Kazan' ha disputato la Prem'er-Liga, massima serie del campionato russo di calcio, terminando il torneo al nono posto.

## Maglie
| Manica sinistra · Manica sinistra · Maglietta · Maglietta · Manica destra · Manica destra · Pantaloncini · Pantaloncini · Calzettoni | Manica sinistra · Manica sinistra · Maglietta · Maglietta · Manica destra · Manica destra · Pantaloncini · Pantaloncini · Calzettoni |  | Manica sinistra · Manica sinistra · Maglietta · Maglietta · Manica destra · Manica destra · Pantaloncini · Pantaloncini · Calzettoni · Calzettoni |

## Rosa
| N. |                    | Ruolo | Calciatore            |
| -- | ------------------ | ----- | --------------------- |
| 1  | Russia (bandiera)  | P     | Sergej Ryžikov        |
| 2  | Russia (bandiera)  | D     | Oleg Kuz'min          |
| 4  | Francia (bandiera) | C     | Yann M'Vila           |
| 7  | Russia (bandiera)  | C     | Vjačeslav Podberëzkin |
| 14 | Russia (bandiera)  | D     | Vladimir Granat       |
| 15 | Russia (bandiera)  | C     | Igor' Konovalov       |
| 16 | Russia (bandiera)  | P     | Timur Akmuzin         |
| 18 | Russia (bandiera)  | C     | Pavel Mogilevec       |
| 19 | Russia (bandiera)  | D     | Vitalij Ustinov       |
| 22 | Iran (bandiera)    | A     | Sardar Azmoun         |
| 26 | Romania (bandiera) | D     | Gabriel Enache        |
| 30 | Russia (bandiera)  | D     | Fëdor Kudrjašov       |

| N. |                     | Ruolo | Calciatore         |
| -- | ------------------- | ----- | ------------------ |
| 35 | Russia (bandiera)   | P     | Soslan Džanaev     |
| 44 | Spagna (bandiera)   | D     | César Navas        |
| 53 | Russia (bandiera)   | A     | Nikita Goldobin    |
| 61 | Turchia (bandiera)  | C     | Gökdeniz Karadeniz |
| 66 | Ecuador (bandiera)  | C     | Christian Noboa    |
| 71 | Bulgaria (bandiera) | C     | Ivelin Popov       |
| 77 | Iran (bandiera)     | A     | Reza Shekari       |
| 80 | Russia (bandiera)   | D     | Egor Sorokin       |
| 85 | Russia (bandiera)   | C     | Ilyzat Ahmetov     |
| 88 | Russia (bandiera)   | C     | Ruslan Kambolov    |
| 96 | Russia (bandiera)   | A     | Rifat Žemaletdinov |

## Risultati

### Prem'er-Liga
| Kazan' 1º agosto 2016 1ª giornata | Rubin | 0 – 0 referto | Amkar Perm' | Stadio Centrale |

| Tula 6 agosto 2016 2ª giornata | Arsenal Tula | 1 – 0 referto | Rubin | Stadio Arsenal |

| Kazan' 13 agosto 2016 3ª giornata | Rubin | 1 – 1 referto | Spartak Mosca | Stadio Centrale |

| Kazan' 19 agosto 2016 4ª giornata | Rubin | 1 – 2 referto | Anži | Stadio Centrale |

| Orenburg 27 agosto 2016 5ª giornata | Orenburg | 2 – 0 referto | Rubin | Stadio Gazovik |

| Kazan' 12 settembre 2016 6ª giornata | Rubin | 3 – 1 referto | Ural | Stadio Centrale |

| San Pietroburgo 19 settembre 2016 7ª giornata | Zenit San Pietroburgo | 4 – 1 referto | Rubin | Stadio Petrovskij |

| Kazan' 26 settembre 2016 8ª giornata | Rubin | 2 – 1 referto | Tom' Tomsk | Stadio Centrale |

| Krasnodar 2 ottobre 2016 9ª giornata | Krasnodar | 1 – 0 referto | Rubin | Stadio Kuban' |

| Kazan' 15 ottobre 2016 10ª giornata | Rubin | 3 – 0 referto | Kryl'ja Sovetov Samara | Kazan Arena |

| Groznyj 22 ottobre 2016 11ª giornata | Terek Groznyj | 3 – 1 referto | Rubin | Stadion imeni Achmat-Chadži Kadyrova |

| Kazan' 31 ottobre 2016 12ª giornata | Rubin | 2 – 0 referto | Lokomotiv Mosca | Kazan Arena |

| Ufa 5 novembre 2016 13ª giornata | Ufa | 2 – 3 referto | Rubin | Stadio Neftjanik |

| Kazan' 18 novembre 2016 14ª giornata | Rubin | 0 – 0 referto | Rostov | Kazan Arena |

| Mosca 26 novembre 2016 15ª giornata | CSKA Mosca | 0 – 0 referto | Rubin | Arena CSKA |

| Kazan' 30 novembre 2016 16ª giornata | Rubin | 1 – 0 referto | Arsenal Tula | Kazan Arena |

| Mosca 5 dicembre 2016 17ª giornata | Spartak Mosca | 2 – 1 referto | Rubin | Otkrytie Arena |

| Kaspijsk 6 marzo 2017 18ª giornata | Anži | 0 – 1 referto | Rubin | Anži-Arena |

| Kazan' 11 marzo 2017 19ª giornata | Rubin | 0 – 0 referto | Orenburg | Stadio Centrale |

| Ekaterinburg 18 marzo 2017 20ª giornata | Ural | 1 – 0 referto | Rubin | SKB-Bank Arena |

| Kazan' 2 aprile 2017 21ª giornata | Rubin | 0 – 2 referto | Zenit San Pietroburgo | Kazan Arena |

| Tomsk 10 aprile 2017 22ª giornata | Tom' Tomsk | 2 – 2 referto | Rubin | Trud Stadium |

| Kazan' 15 aprile 2017 23ª giornata | Rubin | 0 – 1 referto | Krasnodar | Kazan Arena |

| Samara 23 aprile 2017 24ª giornata | Kryl'ja Sovetov Samara | 0 – 0 referto | Rubin | Stadio Metallurg |

| Kazan' 26 aprile 2017 25ª giornata | Rubin | 0 – 1 referto | Terek Groznyj | Kazan Arena |

| Mosca 29 aprile 2017 26ª giornata | Lokomotiv Mosca | 0 – 1 referto | Rubin | Stadio Lokomotiv |

| Kazan' 7 maggio 2017 27ª giornata | Rubin | 2 – 1 referto | Ufa | Kazan Arena |

| Rostov sul Don 14 maggio 2017 28ª giornata | Rostov | 4 – 2 referto | Rubin | Stadio Olimp-2 |

| Kazan' 17 maggio 2017 29ª giornata | Rubin | 0 – 2 referto | CSKA Mosca | Kazan Arena |

| Perm' 21 maggio 2017 30ª giornata | Amkar Perm' | 1 – 2 referto | Rubin | Stadio Zvezda |

### Coppa di Russia
| Orenburg 20 settembre 2017 Sedicesimi di finale | Orenburg | 0 – 2 referto | Rubin | Stadio Gazovik |

| Kazan' 25 ottobre 2017 Ottavi di finale | Rubin | 1 – 2 referto | Kryl'ja Sovetov Samara | Kazan Arena |